# Olisoft
A empresa Olisoft – Soluções Informáticas, Lda. é uma software house vocacionada para o sector da gestão (desenvolvimento de software de gestão e específico).
A OLISOFT tem vindo a desenvolver o projecto SIG há mais de 20 anos tendo em conta o crescimento e necessidades do mercado.
 
Com a experiência e know-how adquiridos, o SIG é neste momento uma solução versátil e simples de utilizar.
Os produtos Olisoft comportam as seguintes características:
- Modernização
- Simplicidade
- Fácil Aprendizagem
- Programa de Arquitectura Aberta
- Integração
O programa é direccionado para todo o tipo de empresas (pequenas, médias e grandes), abrangendo diversas actividades tais como:
Indústria
Construção Civil
Comércio
Serviços
Gabinetes de Contabilidade
Instituições Humanitárias
Madeiras, Mobiliário
Cooperativas
Automóveis, Motorizadas e Motos, Reboques e Semi-Reboques
Homeopatia
Feiras Internacionais e Representantes